# علم المناعة الدموية
علم المناعة الدموية أو مبحث المناعة الدموية هو فرعٌ من علم الدم وطب نقل الدم، ويدرسُ تفاعلات مولدات الضد-الأجسام المضادة والظواهر المماثلة من حيث صلتها بالإمراض والمظاهر السريرية لاضطرابات الدم. يُشار إلى الشخص الذي يعمل في هذا المجال على أنه أخصائي أمراض الدم (بالإنجليزية: immunohematologist)‏، وتشمل مهامهم اليومية تحديد الزمر الدموية واختبار التوافق وتحديد الأجسام المضادة.
يُعد علم المناعة الدموية وطب نقل الدم تخصصًا طبيًا لما بعد التخرج في العديد من البلدان. يقدم الطبيب المتخصص في علم المناعة الدموية ونقل الدم رأي الخبراء في عمليات نقل الدم الصعبة، وعمليات نقل الدم الضخمة، والعمل على حالات عدم التوافق، واستخراج البلازما العلاجي، والعلاج بالخلايا، وعلاج الدم المشع، ومنتجات الدم المغسولة والكليدية، وإجراءات الخلايا الجذعية، وعلاجات البلازما الغنية بالصفائح الدموية، وتخزين مستضدات الكريات البيضاء البشرية والدم. توجد طرق بحثية أخرى في مجال أبحاث الخلايا الجذعية والطب التجديدي والعلاج الخلوي.